# 泉白鮭
泉白鮭，為輻鰭魚綱鮭形目鮭科的一種，為溫帶淡水魚，分布於歐洲德國北部施特希林湖流域，深度約20公尺，體長可達12.6公分，棲息在底層水域，生活習性不明。